# Лауріц Крістіан Ліндхардт
Лауріц Крістіан Ліндхардт (народився 20 серпня 1842 — помер 25 вересня 1906) — данський дантист, професор Копенгагенського стоматологічного коледжу та голова Данської асоціації стоматологів у 1888—1890 та 1891—1898 роках. У 1870 році він допоміг представити першу стоматологічну бормашину в Америці[джерело?].

## Історія та кар'єра
Лауртіс Крістіан Ліндхардт був сином Бендта Ліндхардта та Йоганни Томасін Ніколін Лауріцдаттер Пром і став батьком Хольгера Ліндхардта, стоматолога в Рьонне
У 1894 році Ліндхардт був призначений титулярним професором.
У 1893 році Ліндхардт отримав звання лицаря Даннеброгу.